# 帕农
帕农（法語：Panon，法語發音：[panɔ̃]）是法国萨尔特省的一个市镇，属于马梅尔斯区。

## 地理
帕农（48°20'19"N, 0°17'41"E）面积2.37 平方千米，位于法国卢瓦尔河地区大区萨尔特省，该省份为法国西北部内陆省份，北起顺时针与奥恩省、厄尔-卢瓦省、卢瓦-谢尔省、安德尔-卢瓦尔省、曼恩-卢瓦尔省和马耶讷省接壤，是法国大西部的入口，连接卢瓦尔河谷、布列塔尼和巴黎盆地。
与帕农接壤的市镇（或旧市镇、城区）包括：沃佐、圣隆吉。

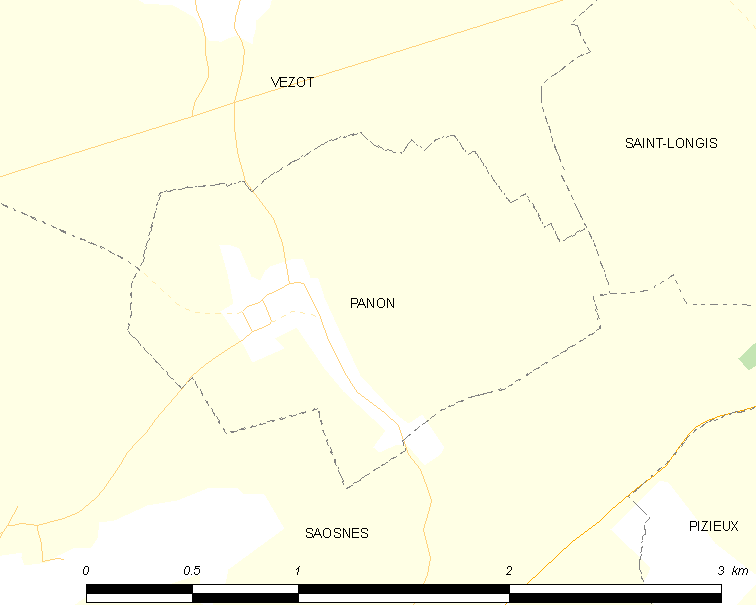
帕农的OSM定位图

帕农的时区为UTC+01:00、UTC+02:00（夏令时）。

## 行政
帕农的邮政编码为72600，INSEE市镇编码为72227。

## 政治
帕农所属的省级选区为马梅尔斯县。

## 人口

1962-2008年间帕农人口变化图示

帕农于2022年1月1日时的人口数量为33人。